# Flower Drum Song
Flower Drum Song is een Amerikaanse film uit 1961 geregisseerd door Henry Koster en gebaseerd op een musical van Richard Rodgers en Oscar Hammerstein II. Het was de eerste grote Hollywoodproductie waarin alle rollen werden gespeeld door Amerikanen van Aziatische afkomst. De film werd in 2008 opgenomen in het National Film Registry.

## Rolverdeling
| Acteur          | Personage                 | Beschrijving                                  | Zang gedubd door |
| --------------- | ------------------------- | --------------------------------------------- | ---------------- |
| Nancy Kwan      | Linda Low                 |                                               | B. J. Baker      |
| James Shigeta   | Wang Ta                   | oudste zoon van Wang Chi-Yang                 |                  |
| Miyoshi Umeki   | Mei Li                    | uitgehuwelijkte bruid van Sammy Fong          |                  |
| Benson Fong     | Wang Chi-Yang             | hoofd van de familie Wang                     |                  |
| Jack Soo        | Samuel Adams "Sammy" Fong | eigenaar van de nachtclub "Celestial Gardens" |                  |
| Juanita Hall    | Madame Liang              | schoonzus van Wang Chi-Yang                   |                  |
| Reiko Sato      | Helen Chao                | Amerikaanse naaister verliefd op Wang Ta      | Marilyn Horne    |
| Patrick Adiarte | Wang San                  | jongste zoon van Wang Chi-Yang                |                  |
| Kam Tong        | Dr. Han Li                | vader van Mei Li                              | John Dodson      |
| Victor Sen Yung | Frankie Wing              | presentator van de "Celestial Gardens"        |                  |
| Soo Yong        | Madame Yen Fong           | moeder van Sammy                              |                  |
| James Hong      |                           | Hoofdober van de "Celestial Gardens"          |                  |